# Municipio de Casas
El municipio de Casas es uno de los 43 municipios que constituyen el estado mexicano de Tamaulipas.
El 3 de junio de 1770, el gobernador de la provincia de Nuevo Santander, Vicente González Santianes, fundó con vecinos de Aguayo Llera y Güemez, una población en un paraje llamado “tetillas” a la que se puso por nombre Croix, en honor al Virrey, Márquez de este título”
“La administración religiosa estaba a cargo de la provincia de San Pedro y San Pablo de Michoacán y en 1872, le fue cambiado el nombre por el de Casas en memoria de Juan Bautista de las Casas, hijo de esta población que fue fusilado durante la guerra de Independencia. En 1873, sus fincas eran aun de adobe y guano, algunas de ellas se encontraban en un estado "ruinoso”. Limita al norte con los municipios de Jiménez y Abasolo, al sur con los de Llera y Aldama, al este con Soto la Marina y al oeste con Padilla, Güemez, Victoria y Llera. Su extensión territorial es de 2,874.33 km², mismos que representan el 5.11 % de la superficie total del estado”.
El trópico de Cáncer cruza el municipio en su porción media. La cabecera municipal, La Villa de Casas, se localiza en las coordenadas 23º42' latitud norte y 98º44' longitud oeste, a una altitud media de 150 m. s. n. m. Cuenta con 27 localidades, de las cuales las más importantes son: La Villa de Casas, Ejido Estación San Francisco, La Lajilla, El Amparo, 5 de febrero, 19 de abril y Los Ángeles.

## Hidrografía
Los recursos hidrográficos del municipio se componen principalmente del arroyo y de gran números de afluentes. La Presa Vicente Guerrero ocupa una mínima porción de la superficie municipal. El municipio tiene una mínima porción de la presa Vicente Guerrero.

## Clima
El clima es el más seco de los esteparidos, con lluvias en los meses de mayo a septiembre; las temperaturas máximas oscilan entre los 43 °C a 46 °C y se presentan en los meses de mayo a agosto y la mínima de 0 °C a 2 °C, presentándose en los meses de diciembre a enero. La precipitación media anual es de 600 a 800 mm, la que se incrementa en la época de ciclones; la velocidad de los vientos varia entre uno y dos metros por segundo.

## Principales ecosistemas

### Flora
La asociación de vegetal en la porción alta es el bosque caducifolio. En las laderas de la Sierra, la asociaciones de matorrales y selva baja hasta llegar a ser en la porción más occidental, matorral bajo espinoso.

### Fauna
En virtud de que el municipio tiene una mínima porción de la presa Vicente Guerrero, se pueden localizar gansos, patos y paloma ala blanca, así como venado cola blanca y guajolote silvestre.

### Recursos naturales
El municipio cuenta con diversos recursos naturales como son abundantes corrientes de agua, extensa área para la cría de ganado, así como una amplia extensión de terreno dedicado a la agricultura y la producción forestal.

### Clasificación y Uso del Suelo
Los suelos son de tres tipos predominantes: en la porción central y sobre la mayor extensión, la unidad de suelo es vertisol, con cierta actitud para la agricultura; en la porción occidental del suelo con chernosen con mayor aptitud para la agricultura, hacia el sur el suelo es litosol y xerosol, clasificado como montañoso y forestal. En lo que respecta a la tenencia de la tierra, 50,856 ha corresponden al régimen ejidal y 357,664 pertenecen a la pequeña propiedad.
En lo que respecta ala tenencia de la tierra, 50.856 hectáreas corresponden la régimen ejidal y 357,664 hectáreas pertenecen a la pequeña propiedad.

## Sociodemografía

### Grupos étnicos
De acuerdo al XII Censo General de Población y Vivienda 2000 efectuado por el Instituto Nacional de Estadística Geografía e Informática (INEGI) la población total de indígenas en el municipio asciende a 12 personas. Su lengua indígena es huasteco, otomí.
De acuerdo a los datos del II Conteo de Población y Vivienda del 2005, el municipio cuenta con un total de 14 personas que hablan alguna lengua indígena.

### Evolución Demográfica
Según el XII Censo General de Población y Vivienda 2000 efectuado por el INEGI, la población total del municipio es de 4,537 habitantes, de los cuales 2,450 son hombres y 2,087 son mujeres.
Población
Habitantes
Población 1990 4,830
Población 1995 4,950
Incremento relativo 90-95
2.5%
Población 2000
4,537
Población 2005
4,123
Los datos del II Conteo de Población y Vivienda del 2005 señalan que el municipio cuenta con un total de 4,123 habitantes.
Religión
En 2000, de acuerdo al citado Censo efectuado por el INEGI, la población de 5 años y más que es católica asciende a 2,868 habitantes, mientras que los no católicos en el mismo rango de edad suman 1,138 personas.
En el municipio el 71.6 por ciento de la población mayor de 5 años profesa la religión católica, el 21.9 por ciento profesa la evangélica y el restante 6.5 por ciento profesa otra religión o ninguna.
INFRAESTRUCTURA SOCIAL Y DE COMUNICACIONES
Educación
La educación en el municipio cuenta con el apoyo de la Secretaria de Educación Pública (SEP) por conducto de sus escuelas oficiales, así también la Secretaria de Educación Cultura y Deporte (SECUDE), en los niveles preescolar, primaria, secundaria y bachillerato
Por otra parte el Consejo Nacional de Fomento, para la Educación (CONAFE) también participa en la impartición de la educación en el municipio ubicando instituciones preferentemente en el medio rural.
En 2000 en municipio contaba con 44 planteles que eran atendidos por 71 profesores para atender la instrucción educativa en los niveles de preescolar, primaria, secundaria y bachillerato.
Salud
La atención de la salud está a cargo de las instituciones del Sector Salud, tales como La Secretaria de Salud (SSA) y El Instituto Mexicano del Seguro Social (IMSS); la secretaria de Salud tiene instaladas clínicas tipo "C"  y el IMSS, unidades médicas rurales.
El Sistema Nacional Para el Desarrollo Integral de la Familia (DIF), también contribuye a la atención de la salud, instalando en algunas comunidades rurales promotores voluntarios, quienes realizan las siguientes actividades; integración familiar, asistencia social a desamparados y promoción al desarrollo comunitario.
Vivienda
Los materiales predominantes en la construcción de las viviendas dentro del municipio son: muros de adobe, tabique, bajareque, techos de palma, lámina de cartón, de asbesto, de concreto y piso de tierra, madera y concreto.
En la cabecera municipal aproximadamente la mitad de las viviendas cuentan con agua potable, energía eléctrica y drenaje.
El régimen de propiedad privada ocupa el primer lugar en cuanto a la tenencia.
En 2000 de conformidad con los dato del XII Censo General de Población y vivienda 2000 realizado por el INEGI, el municipio contaba con 1,081 viviendas con un idice de hacinamiento de 4 habitantes por vivienda.
De acuerdo a los datos del II Conteo de Población y Vivienda del 2005 el municipio cuenta con un total de 1,052 viviendas de las cuales 1,32 son particulares.
Medios de Comunicación
Referente a radio y prensa, ambos son foráneos; y en cuanto al radio de banda oficial, este se encuentra en la cabecera municipal así como una agencia postal, misma que beneficia a toda la comunidad. Existe una caseta telefónica en la cabecera municipal con servicio de operadora, e Internet.
Vías de Comunicación
El principal eje vial de acceso al municipio lo constituye la carretera Victoria - Soto la Marina, con una longitud de 79 km dentro del misma la cual beneficia en su trayecto y sirve de red troncal a las diferentes comunidades que conforman el municipio.
El municipio cuenta con vías férreas, a través de la ruta Monterrey Tampico, pasando por las localidades de Zorrilla, Lavín, San Francisco y Lázaro Cárdenas, con una longitud toral de 45 km dentro del municipio.
ACTIVIDAD ECONÓMICA
Principales Sectores, Productos y Servicios
Agricultura
La actividad agrícola se considera de las más relevantes del municipio. Sus principales cultivos son: maíz, sorgo y cártamo y en el área de riego, trigo.
Ganadería
Es la actividad económica más importante. La mayoría de la superficie abierta a esta actividad es de agostaderos naturales, y la especie más importante que se cría es la bovina, le siguen la aves, los porcinos, equinos, caprinos, ovinos y apiarios rústicos.
Industria
El equipamiento industrial con que cuenta el municipio se concentra en pequeñas industrias de transformación.
Turismo
El turismo radica principalmente en el enorme potencial de la presa Vicente Guerrero y en segundo término la presa La Lajilla, 5 de Febrero y el Bordo La Gloria. En los márgenes de la presa Vicente Guerrero se encuentran instalados los campos turísticos Croix, Escamilla, El Cristalino y El Dorado. La cacería deportiva se realiza entre los meses de agosto y octubre con la caza de la paloma ala blanca, en el mes de diciembre y enero la cacería del venado cola blanca y en menor porción la del guajolote en el mes de abril y anátidos (gansos y patos) en los meses de noviembre y febrero.
Comercio
El equipamiento comercial se localiza básicamente en la cabecera municipal, donde los productos que se manejan son los básicos, expedidos por abarrotes, misceláneas, dulcerías, tendajones y mini-super.
Monumentos Históricos
Monumentos Arquitectónicos
Parroquia de la Purísima Concepción, edificada en 1780; Misión de Nuestra Señora de Guadalupe, en boca de los ángeles; originalmente era misión, a partir de 1791 se le dio carácter de cementerio; Templo de San Francisco de Asís, data del siglo XIX; Misión de San José Boca de Palmas, fundada el 29 de junio de 1791, sitio donde pernoctó en 1817, Francisco Javier Mina.
Fiestas, Danzas y Tradiciones
Fiestas Populares
El 8 de diciembre se festeja a la Virgen de la Purísima Concepción, llevándose a cabo bailes y ferias.
Música
Al igual que en la región norte de la entidad, los eventos sociales y culturales se acompañan con música norteña con instrumentos como el acordeón, tololoche y bajo sexto.
Casas
En paraje de fresnos muy hermosos
al paso de las piedras y de los esteros
se fundó una villa de pioneros
de la Mariana Concepción Piadosos
Fue de Croix su nombre, fatigosos
transcurrieron los años más austeros,
el reparto de las tierras y linderos;
los cultivos que al fin fueron fructuosos.
Tu hijo Juan Bautista de las Casas
acogió en su ser la independencia
y en su luchar el nombre se traspasa.
Ahora eres fuerte en tu existencia
y sentimos que en ti se nos abraza
de Tamaulipas la total esencia.
Dra. Martha Chávez Padrón.
La gastronomía del municipio, por ser una región ganadera y de la costa norte del país, es a base de carnes como la machaca con huevo, cesina,  barbacoa, queso y pescado.

#### Centros Turísticos
El turismo radica principalmente en el enorme potencial de la presa Vicente Guerrero y, en segundo término la presa La Lajilla, 5 de Febrero y la Bordo La Gloria.
En los márgenes de la presa Vicente Guerrero se encuentran instalados los campos turísticas Croix, Escamilla, El Cristalino y El Dorado.
La distracción del turista en los que respecta a la cacería deportiva, se realiza en los, meses de agosto hasta octubre con la casa de la paloma ala blanca, en el mes de diciembre y enero la cacería del venado cola blanca y en menor porción la del guajolote en el mes de abril,y anatidos (gansos y patos) en los meses de noviembre y febrero.

#### Gobierno
Principales Localidades
Está integrado por 27 localidades, de las cuales las más importantes son: Villa de Casas, Ej. Estación San Francisco, La Lajilla, El Amparo, Nuevo centro de Población 5 de febrero y 19 de abril.
Caracterización del Ayuntamiento
El ayuntamiento está integrado por un presidente municipal, 1 síndicos y 4 regidores de mayoría relativa y 2 de representación proporcional.
Regionalización Política
El municipio pertenece a V Distrito Electoral Local, con cabecera en Victoria (zona sur), comprendiendo además a los municipios de Llera y Padilla.
Pertenece al 5.º distrito electoral federal y al V distrito electoral local.